# Clematis microphylla
Clematis microphylla är en ranunkelväxtart som beskrevs av Dc.. Clematis microphylla ingår i släktet klematisar, och familjen ranunkelväxter. Inga underarter finns listade i Catalogue of Life.